# 周仲荣
周仲荣（1965年8月—），男，汉族，浙江诸暨人，中国机械设计及理论专家，无党派人士，第十三届全国人民代表大会四川地区代表，现任西南交通大学副校长，分管战略发展与学科建设工作、信息公开与信息报送工作。

## 生平
2018年2月24日，当选为第十三届全国人大代表。